# Франция на зимних Олимпийских играх 1948
Франция принимала участие в Зимних Олимпийских играх 1948 года в Санкт-Морице (Швейцария) во второй раз за свою историю, и завоевала одну золотую медаль. Сборная страны состояла из 36 спортсменов (28 мужчин, 8 женщин).

## Медалисты
| Медаль  | Спортсмен    | Вид спорта        | Дисциплина                |
| ------- | ------------ | ----------------- | ------------------------- |
| Золото  | Анри Орейе   | Горнолыжный спорт | Мужчины, скоростной спуск |
| Золото  | Анри Орейе   | Горнолыжный спорт | Мужчины, комбинация       |
| Серебро | Джеймс Кутте | Горнолыжный спорт | Мужчины, слалом           |
| Бронза  | Анри Орейе   | Горнолыжный спорт | Мужчины, слалом           |
| Бронза  | Джеймс Кутте | Горнолыжный спорт | Мужчины, комбинация       |